# Brigitte Billaud-Varenne
Pour les articles homonymes, voir Billaud et Varenne.
Brigitte Billaud-Varenne, également connue sous le nom de Virginie Billaud-Varenne, (?-après 1874) est une esclave guadeloupéenne noire affranchie par Jacques-Nicolas Billaud-Varenne, qui la prend comme concubine. Amenée à Billaud-Varenne par le marchand d'esclaves suisse Siéger ou Siégert, qui lui fournit des esclaves pendant son exil, elle n’est alors qu’une enfant. Billaud-Varenne, qui l’appelle Virginie, en fait sa concubine et la garde à ses côtés pour le servir. Après la mort du révolutionnaire en 1819, qui lui lègue tous ses biens, elle vit au moins jusqu’en 1874.
Elle est utilisée comme exemple, notamment dans l'art, pour illustrer l'hypocrisie du révolutionnaire avec qui elle partage une partie de sa vie, étant à la fois abolitionniste et propriétaire d'esclaves.

## Biographie
Sa vie avant d'être transportée à Cayenne depuis la Guadeloupe par le marchand d'esclaves suisse Siéger ou Siégert, qui la vend à son ami Jacques-Nicolas Billaud-Varenne, reste inconnue,. Malgré le fait que le biographe français du politicien, Arthur Conte, la décrive comme ayant « rapidement conquis son cœur solitaire », en réalité, elle est amenée sur un navire négrier alors qu'elle n'est encore qu'une enfant. Elle tente de se suicider pendant le voyage en se jetant à l'eau. Billaud en fait sa concubine, alors qu'il a trente ans de plus qu'elle. Bien qu'il l'affranchisse théoriquement, il l'utilise pour effectuer toutes les tâches ménagères, y compris la cuisine, la gestion du bétail et du jardin, ainsi que la supervision des autres esclaves noirs qu'il a acquis de son ami. Elle s'appelle Brigitte, mais il la nomme Virginie. Elle accompagne Billaud-Varenne lors de son voyage aux États-Unis.
Cette situation est surprenante, étant donné que Billaud-Varenne est l'un des abolitionnistes pendant la Révolution française et soutient l'abolition de l'esclavage en 1794, l'une des premières de l'histoire. Cependant, il ne semble jamais exprimer de remords ou de préoccupations morales concernant son implication dans l'esclavage, que ce soit avec Brigitte ou plus généralement avec tous ses esclaves.
Après sa mort en 1819, dans son testament, il lègue tous ses biens à Brigitte et l'exprime ainsi : « Je donne ce surplus, quelle que soit sa valeur, à cette honnête fille; autant pour la récompenser des immenses services qu'elle m'a rendus depuis plus de dix-huit ans que pour reconnaître la nouvelle et plus complète preuve de son attachement sans faille, en consentant à me suivre où que j'aille »,. Elle ne peut pas signer le testament car elle ne sait pas écrire et doit être remplacée par un notaire, qui signe en son nom. Il semble qu'avec les quelques biens restants de Billaud-Varenne, elle parvienne à acquérir une petite maison à Port-au-Prince.
Bien plus jeune que lui, elle meurt après 1874,, année où elle est encore signalée comme vivante en Haïti. Elle joue un rôle important dans la préservation des documents de son ancien maître, qu'elle vend à un collectionneur privé au cours du XIXe siècle.

## Postérité

### Art
Elle est représentée dans l'œuvre d'Alejo Carpentier, notamment dans Explosion dans une cathédrale, où l'auteur met en lumière l'hypocrisie de Billaud-Varenne en la dépeignant nue, dans une pose érotique, lisant un journal révolutionnaire,.